# Cleptocaccobius postlutatus
Cleptocaccobius postlutatus là một loài bọ cánh cứng trong họ Bọ hung (Scarabaeidae).